# Петрова (Серовский муниципальный округ)
Петрова — деревня в Свердловской области России, административно подчинённая городу Серову. Входит в Серовский муниципальный округ.
Ранее деревня входила в состав Марсятского сельсовета Серовского района.

## Географическое положение
Деревня Петрова находится в северной части области, на расстоянии 50 километров к северу от города Серова, в лесной местности, на правом берегу реки Сосьвы. Местность лесистая и болотистая, почва — глинистая и для земледелия неудобная, покосные места по реке Сосьве и её притокам хороши (в начале XX века сена хватало для местного потребления и для продажи). Абсолютная высота — 87 метров над уровнем моря.
В деревне одна улица — Петровская.

## История деревни
Первыми поселенцами были ясачные вогулы, родоначальником которых был кочующий вогул Адриан Есаулков. У него было два сына — Иван и Пётр. От имени первого сына получило своё название село Ивановское, а от имени второго получила своё название деревня Петрова.
В «Списке населённых мест Российской империи» 1869 года Петрова упомянута как деревня Верхотурского уезда Пермской губернии, при реке Сосьве, расположенная в 274 верстах от уездного города Верхотурья. В деревне насчитывалось 12 дворов и проживало 84 человека (41 мужчина и 43 женщины).

## Храм
После 1915 года в деревне открылся деревянный однопрестольный храм, перестроенный из часовни во имя святого Апостолов Петра и Павла, и освящённый также во имя апостолов Петра и Павла. Храм был закрыт 1934 году.

## Школа
В 1900 году уже была деревне была открыта церковная школа грамоты, которая содержалась на средства Екатеринбургского Миссионерского Комитета.

## Население
| 2002 | 2010 |
| ---- | ---- |
| 36   | ↘26  |

Согласно результатам переписи населения 2002 года, русские составляли 97 % из 36 чел.